# Nesoenas
Nesoenas este un gen de păsări din familia porumbeilor și turturelelor, Columbidae. Este adesea inclusă cu turturelele tipice din Streptopelia sau cu porumbeii tipici (Columba). Cei care au acceptat-o au considerat-o de obicei monotipică, conținând doar porumbelul roz (N. mayeri) din Mauritius.

## Taxonomie
Genul conține trei specii, dintre care una a dispărut:
| Imagine | Denumire științifică | Nume comun | Distribuție                                                                        |
| ------- | -------------------- | ---------- | ---------------------------------------------------------------------------------- |
|         | Nesoenas picturatus  |            | Comore, Madagascar, Mauritius, Mayotte, Réunion, arhipelagul Chagos și Seychelles. |
|         | Nesoenas mayeri      |            | Mauritius                                                                          |
|         | Nesoenas rodericanus |            | Insula Mascarene Rodrigues.                                                        |